# Tositumomab
Il tositumomab, nome commerciale Bexxar è un anticorpo monoclonale usato nel trattamento del linfoma follicolare; esso è un anticorpo antiIgG2a anti CD20, derivato da cellule immortali di topo.
Il farmaco è usato, legato covalentemente con lo iodio radionuclide, in infusione sequenziale iodio (131I)tositumomab,
Lo 131I emette radiazioni beta e gamma e decade con un'emivita di 8 giorni.
Studi clinici hanno stabilito l'efficacia del farmaco nel linfoma follicolare in regimi di chemioterapia refrattari al rituximab.
Viene prodotto da Corixa ora GlaxoSmithKline.
Alcuni studi indicherebbemo una minore piastrinopenia rispetto all'ibritumomab tiuxetan.

### Tositumomab
- (EN) Robert O. Dillman, Principles of Cancer Biotherapy, Springer, luglio 2009,  pp. 467–, ISBN 978-90-481-2277-6.
- (EN) Manzoor M. Khan, Immunopharmacology, Springer, 24 ottobre 2008,  pp. 119–, ISBN 978-0-387-77975-1.
- (EN) Gopal B. Saha, Fundamentals of Nuclear Pharmacy, Springer, 14 novembre 2010,  pp. 130–, ISBN 978-1-4419-5859-4.
- (EN) Connie Henke Yarbro, Debra Wujcik e Barbara Holmes Gobel, Cancer Nursing: Principles and Practice, Jones & Bartlett Learning, 21 aprile 2010,  pp. 1872–, ISBN 978-0-7637-6357-2.